# John Miers (botaniker)
John Miers, född den 25 augusti 1789 i London, död den 17 oktober 1879 i London, var en brittisk botaniker mest känd för sitt arbete om Argentinas och Chiles flora.
Auktorsnamnet Miers kan användas för John Miers (botaniker) i samband med ett vetenskapligt namn inom botaniken; se Wikipediaartiklar som länkar till auktorsnamnet.